# Poznaňsko

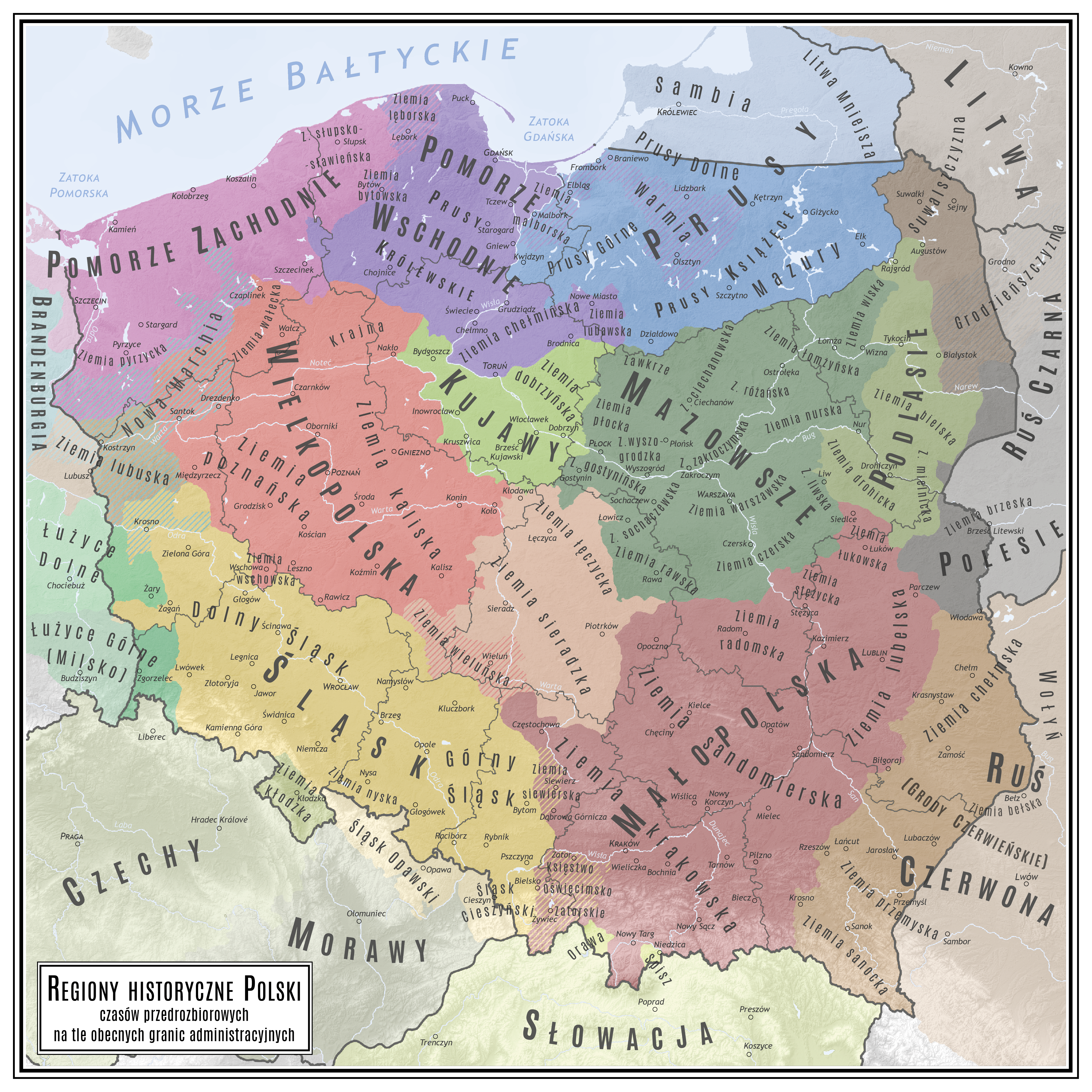
Poznaňsko, Velkopolsko a další historické země Polska na pozadí moderních správních hranic

Poznaňsko (německy Provinz Posen, polsky Prowincja Poznańska) byla pruská provincie od roku 1848 do roku 1920. Poznaňsko bylo vytvořeno jako provincie Pruského království v roce 1848 po Velkopolském povstání, přeměnou Poznaňského velkovévodství připojeného k Prusku během dělení Polska v roce 1815. V roce 1871 se Poznaňsko stalo součástí Německého císařství. Po první světové válce bylo Poznaňsko krátce součástí Svobodného státu Prusko ve Výmarské republice, ale v roce 1920 bylo na základě Versailleské smlouvy zrušeno a většina jeho území byla postoupena Druhé Polské republice. Zbývající německé území bylo v roce 1922 reorganizováno na Poznaňsko-Západní Prusko.
Hlavním městem byla Poznaň.